# 世界の国立競技場一覧
世界各国には、国が管理し、その国のスポーツ代表チームが主に使用する国立の競技場が存在する。
多くの場合、国立の競技場はサッカーコートと陸上トラックを完備した総合競技場であるため、主要な使用目的はこれらの競技となるが、
サッカーと陸上競技以外の競技に関して専用の国立競技場を保有する国も存在する。
以下では、世界各国の国立の競技場と、主に使用されるスポーツの種類をあげる。

## アジア

### アゼルバイジャン
- トフィク・バフラモフ・スタジアム (サッカー)

### アフガニスタン
- ガジ・スタジアム (サッカー)

### アラブ首長国連邦
- シェイク・ハリーファ国際スタジアム (サッカー、陸上競技)

### イエメン
- アル・サウラ・スポーツ・シティ・スタジアム (サッカー)

### イスラエル
- テディ・スタジアム (サッカー)
- ヘブライ大学スタジアム（英語版） (サッカー、陸上競技)
- ラマト・ガン・スタジアム (サッカー)
- ノキア・アリーナ (バスケットボール)
- カナダ・スタジアム（英語版） (テニス)

### イラク
- アル・シャアブ・スタジアム（英語版） (サッカー、陸上競技)
- フランソ・ハリーリー・スタジアム (サッカー)
- バスラ・スポーツシティ

### イラン
- アザディ・スタジアム (サッカー)

### インド
- ダイアン・チャンド・ナショナルスタジアム（英語版） (陸上競技、クリケット)
- ワンケデ・スタジアム（英語版） (クリケット)
- ソルトレイク・スタジアム (サッカー、陸上競技)
- ジャワハルラール・ネルー・スタジアム (サッカー、陸上競技)

### インドネシア
- ジャカルタ国際スタジアム
- ゲロラ・ブン・カルノ・スタジアム

### ウズベキスタン
- パフタコール・マルカジイ・スタジアム (サッカー、陸上競技)

### オマーン
- スルタン・カーブース・スポーツコンプレックス (サッカー、陸上競技)

### カザフスタン
- アスタナ・アリーナ (サッカー)

### カタール
- ハリーファ国際スタジアム (サッカー、陸上競技)

### カンボジア
- プノンペン・オリンピックスタジアム (サッカー、陸上競技)

### キルギス
- スパルタク・スタジアム (サッカー、陸上競技)

### クウェート
- ジャービル・アル＝アフマド国際スタジアム (サッカー)

### サウジアラビア
- キング・ファハド国際スタジアム (サッカー、陸上競技)

### シリア
- アッバーシーン・スタジアム (サッカー)
- アレッポ国際スタジアム (サッカー)

### シンガポール
- シンガポール・ナショナルスタジアム (サッカー、陸上競技)

### スリランカ
- スガサダシュ・スタジアム (サッカー、陸上競技)

### タイ王国
- ラジャマンガラ・スタジアム (サッカー、陸上競技)
- スパチャラサイ国立競技場 (サッカー、陸上競技)

### 大韓民国
- 蚕室総合運動場 (サッカー、陸上競技)
- ソウルワールドカップ競技場 (サッカー)

### タジキスタン
- パミール・スタジアム (サッカー、陸上競技)

### 中華人民共和国
- 北京国家体育場 (サッカー、陸上競技)

### 中華民国
- 高雄国家体育場 (サッカー、陸上競技)

### 朝鮮民主主義人民共和国
- 金日成競技場 (サッカー、陸上競技)
- 綾羅島メーデー・スタジアム (プロレス、マスゲーム)

### トルクメニスタン
- アシガバート・オリンピック・スタジアム (サッカー、陸上競技)

### 日本
- 国立競技場 (サッカー、ラグビー、陸上競技)
  - 国立霞ヶ丘競技場陸上競技場〈旧国立競技場〉
- 横浜国際総合競技場 (サッカー、ラグビー、陸上競技)
- 秩父宮ラグビー場 (ラグビー、7人制ラグビー)
- 両国国技館 (大相撲)

### ネパール
- ダサラス・ランガシャラ・スタジアム (サッカー、陸上競技)

### バーレーン
- バーレーン・ナショナル・スタジアム (サッカー)

### パキスタン
- パンジャーブ・スタジアム (サッカー、陸上競技)
- ナショナルスタジアム (カラチ)（英語版） (クリケット)

### パレスチナ
- ファイサル・フサイニー国際スタジアム (サッカー、陸上競技)

### バングラデシュ
- バンガバンドゥ・ナショナル・スタジアム (サッカー、陸上競技)
- シェレ・バングラ・クリケットスタジアム（英語版） (クリケット)

### 東ティモール
- エスタジオ・ナシオナル (サッカー)

### フィリピン
- リサール・メモリアル・スタジアム (サッカー、陸上競技)
- リサール・メモリアル・コロシアム（英語版） (バスケットボール、ボクシング等室内競技全般)
- リサール・メモリアル・ベースボールスタジアム（英語版） (野球)

### ブータン
- チャンリミタン・スタジアム (サッカー、アーチェリー)

### ブルネイ
- ハサナル・ボルキア国立競技場 (サッカー)

### ベトナム
- ミーディン国立競技場 (サッカー、陸上競技)

### 香港
- 香港スタジアム (サッカー、7人制ラグビー)

### マカオ
- エスタジオ・カンポ・デスポルティーヴォ (サッカー)

### マレーシア
- ブキット・ジャリル国立競技場 (サッカー、陸上競技)
- スタジアム・ネガラ（英語版） (バスケットボール)

### ミャンマー
- トゥウンナ・スタジアム (サッカー、陸上競技)

### モルディブ
- ガロル国立競技場 (サッカー、陸上競技)

### モンゴル
- ナショナル・スポーツ・スタジアム (サッカー、陸上競技、ナーダム)

### ヨルダン
- アンマン国際スタジアム (サッカー、陸上競技)

### ラオス
- ニュー・ラオス・ナショナルスタジアム (サッカー、陸上競技)

### レバノン
- カミール・シャムーン・スポーツ・シティ・スタジアム (サッカー、陸上競技)

## アフリカ

### アルジェリア
- 1962年7月5日スタジアム（英語版） (サッカー)

### アンゴラ
- エスタジオ・ダ・シダデラ（英語版） (サッカー)
- エスタジオ・オンジ・デ・ノヴェンブロ (サッカー)
- エスタジオ・ナシオナル・ダ・トゥンダヴァラ (サッカー)
- エスタジオ・ナシオナル・ド・チアジ（英語版） (サッカー)
- エスタジオ・ナシオナル・デ・オンバカ（英語版） (サッカー)

### ウガンダ
- マンデラ・ナショナル・スタジアム（英語版） (サッカー)

### エジプト
- カイロ国際スタジアム (サッカー、陸上競技)

### エチオピア
- アディスアベバ・スタジアム (サッカー)

### エリトリア
- シセロ・スタジアム (サッカー)

### ガーナ
- アクラ・スポーツスタジアム（英語版） (サッカー)

### カーボベルデ
- エスタジオ・ダ・ヴァルゼア (サッカー)
- エスタジオ・ナシオナル・デ・カーボヴェルデ　(サッカー)

### ガボン
- スタッド・オマル・ボンゴ（英語版） (サッカー)

### カメルーン
- スタッド・アマド・アイジョ (サッカー)

### ガンビア
- インディペンデンス・スタジアム (サッカー)

### ギニア
- 9月28日スタジアム (サッカー)

### ギニアビサウ
- エスタジオ・ヴィンチ・イ・クワトロ・デ・セテンブロ (サッカー)

### ケニア
- ニャヨ・ナショナルスタジアム（英語版） (サッカー、陸上競技)
- モイ・インターナショナル・スポーツ・センター（英語版） (サッカー、(陸上競技)

### コートジボワール
- スタッド・フェリックス・ウフェ＝ボワニ (サッカー)

### コモロ
- スタッド・サイド・モハメド・シェイク（英語版） (サッカー)

### コンゴ共和国
- スタッド・アルフォンス・マセンバ＝デバ（英語版） (サッカー)
- スタッド・ミュニシパル・デ・キンテレ (サッカー、陸上競技)

### コンゴ民主共和国
- スタッド・デ・マルティール (サッカー、陸上競技)

### サントメ・プリンシペ
- エスタジオ・ナシオナル・ドーゼ・デ・ジューリョ (サッカー、陸上競技)

### ザンビア
- レヴィー・ムワナワサ・スタジアム（英語版） (サッカー、陸上競技)
- ナショナル・ヒーローズ・スタジアム (サッカー)、陸上競技)

### シエラレオネ
- フリータウン・ナショナル・スタジアム　(サッカー、陸上競技)

### ジブチ
- スタッド・ナショナル・エル・ハジ・ハッサン・グレド (サッカー)

### ジンバブエ
- ナショナル・スポーツ・スタジアム (英語版) (サッカー)

### スーダン
- ハルツーム・スタジアム（英語版） (サッカー、陸上競技)

### エスワティニ
- ソムホロロ国立競技場 (サッカー、陸上競技)

### セーシェル
- スタッド・ポピュレール（英語版） (サッカー、陸上競技)

### 赤道ギニア
- ヌエボ・エスタディオ・デ・マラボ (サッカー)
- エスタディオ・デ・バタ (サッカー、陸上競技)

### セネガル
- スタッド・レオポール・セダール・サンゴール (サッカー、陸上競技)
- ディアムニアディオ・オリンピックスタジアム（サッカー）

### ソマリア
- モガディシュ・スタジアム (サッカー、陸上競技)

### タンザニア
- ベンジャミン・ムカパ・ナショナルスタジアム (サッカー、陸上競技)

### チャド
- スタッド・オムニスポール・イドリス・マハマト・ウヤ (サッカー)

### 中央アフリカ共和国
- バルテレミー・ボガンダ・スタジアム（英語版） (サッカー)

### チュニジア
- スタッド・オリンピック・ドゥ・ラデ (サッカー、陸上競技)

### トーゴ
- スタッド・ド・ケゲ（英語版） (サッカー、陸上競技)

### ナイジェリア
- アブジャ・スタジアム (サッカー)
- ラゴス・ナショナル・スタジアム (サッカー)

### ナミビア
- ヘイジ・ゲインゴブ・ラグビースタジアム（英語版） (ラグビー)
- サム・ヌジョマ・スタジアム　(サッカー)

### ニジェール
- スタッド・ジェネラル・セイニ・クンチェ (サッカー、陸上競技）

### ブルキナファソ
- スタッド・ドゥ・キャトル＝ウ (サッカー)

### ブルンジ
- プリンス・ルイ・ルワガソール・スタジアム（英語版） (サッカー)

### ベナン
- スタッド・ドゥ・ラミティエ（英語版） (サッカー)

### ボツワナ
- ボツワナ・ナショナルスタジアム（英語版） (サッカー)

### マダガスカル
- スタッド・ミュニシパル・ド・マアマシナ (サッカー、陸上競技）

### マラウイ
- カムズ・スタジアム (サッカー)

### マリ
- スタッド・ヴァン・シス・マルス（英語版） (サッカー、陸上競技)

### 南アフリカ共和国
- サッカー・シティ・スタジアム (サッカー)
- ニューランズ・スタジアム (ラグビー)
- ワンダラーズ・スタジアム (クリケット)

### 南スーダン
- ジュバ・スタジアム (サッカー)

### モーリシャス
- スタッド・ジョルジュ・サンク（英語版） (サッカー)

### モザンビーク
- エスタジオ・ナシオナル・ド・ジンペト（英語版） (サッカー)

### モロッコ
- モハメド5世スタジアム (サッカー)

### モーリタニア
- スタッド・オランピック (サッカー、陸上競技)

### リベリア
- サミュエル・カニオン・ドウ・スポーツ・コンプレックス（英語版） (サッカー、陸上競技)

### リビア
- 6月11日スタジアム (サッカー)

### ルワンダ
- スタッド・アマホロ（英語版） (サッカー、陸上競技)
- スタッド・リージョナル・ニャムランボ（英語版） (サッカー)

### レソト
- セツォト・スタジアム（英語版） (サッカー)

## 北アメリカ

### アメリカ合衆国
なし

### アメリカ領ヴァージン諸島
- ライオネル・ロバーツ・パーク（英語版） (サッカー、アメリカンフットボール、野球)

### アルバ
- トリニダッド・スタディオン（英語版） (サッカー、陸上競技)

### アンギラ
- ロナルド・ウェブスター・パーク（英語版） (サッカー)

### アンティグア・バーブーダ
- アンティグア・リクリエーション・グラウンド（英語版） (サッカー、クリケット)
- サー・ビビアン・リチャーズ・スタジアム（英語版） (サッカー、クリケット)

### イギリス領ヴァージン諸島
- A.O.シャーリー・レクリエーション・グラウンド（英語版） (サッカー、陸上競技)

### エルサルバドル
- エスタディオ・クスカトラン（英語版） (サッカー)

### ガイアナ
- ブルダ・クリケット・グラウンド（英語版） (クリケット)
- プロヴィデンス・スタジアム（英語版） (クリケット)

### カナダ
- BMOフィールド (サッカー)
- コモンウェルス・スタジアム (女子サッカー)
- スタッド・サプト (男子サッカー)
- メイプルリーフ・クリケットクラブ (クリケット)
- ロジャース・センター (野球)

### キューバ
- エスタディオ・ラティーノアメリカーノ (野球)

### キュラソー
- エルギリオ・ハト・スタディオン（英語版） (サッカー、陸上競技)

### グアテマラ
- エスタディオ・マテオ・フローレス (サッカー、陸上競技)

### グレナダ
- クイーンズパーク (グレナダ)（英語版） (クリケット)

### コスタリカ
- エスタディオ・ナシオナル・デ・コスタリカ (サッカー、陸上競技)

### ジャマイカ
- インディペンデンス・パーク (ジャマイカ) (サッカー、陸上競技)
- サビナ・パーク（英語版） (クリケット)

### スリナム
- アンドレ・カンペルフェーン・スタディオン（英語版） (サッカー)

### セントクリストファー・ネイビス
- ワーナー・パーク・スポーティング・コンプレックス（英語版） (クリケット)

### セントビンセント及びグレナディーン諸島
- アーノス・ベイル・スタジアム（英語版） (クリケット)

### セントルシア
- ミンドゥー・フィリップ・パーク（英語版） (クリケット)

### タークス・カイコス諸島
- TCIFAナショナル・アカデミー (サッカー)

### ドミニカ共和国
- エスタディオ・オリンピコ・フェリックス・サンチェス (サッカー)
- エスタディオ・キスケージャ (野球)

### ドミニカ国
- ウィンザー・パーク(ドミニカ国)（英語版） (クリケット)

### トリニダード・トバゴ
- ヘイズリー・クロフォード・スタジアム (サッカー、陸上競技)
- マーヴィン・リー・スタジアム（英語版） (サッカー、陸上競技)

### ニカラグア
- エスタディオ・デニス・マルティネス (サッカー、野球)

### ハイチ
- スタッド・シルヴィオ・カトール（英語版）

### パナマ
- エスタディオ・ナシオナル・デ・パナマ (野球)
- エスタディオ・ロンメル・フェルナンデス (サッカー)

### バハマ
- トーマス・ロビンソン・スタジアム（英語版） (サッカー、陸上競技)

### バミューダ
- バミューダ・ナショナルスタジアム（英語版） (サッカー、ラグビー、陸上競技、クリケット)

### バルバドス
- バルバドス・ナショナルスタジアム（英語版） (陸上競技)
- ケンジントン・オーバル (クリケット)

### プエルトリコ
- エスタディオ・ヒラム・ビソーン (野球)

### ベリーズ
- FFBフィールド (サッカー)

### ホンジュラス
- エスタディオ・ティブルシオ・カリアス・アンディーノ (サッカー)

### マルティニーク
- スタッド・ドヌール・ドゥ・ディロン（英語版） (サッカー、陸上競技)

### モントセラト
- ブレークス・エステート・スタジアム（英語版） (サッカー)

### メキシコ
- エスタディオ・アステカ (サッカー)

## 南アメリカ

### アルゼンチン
- エスタディオ・モヌメンタル・アントニオ・ベスプチオ・リベルティ (サッカー)
- エスタディオ・マリー・テラン・デ・ウェイス（英語版） (バスケットボール、テニス)
- エスタディオ・ナシオナル・デ・ホッケー（英語版） (ホッケー)
- カンポ・アルヘンティノ・デ・ポロ（英語版） (ポロ)
- CeNARD（英語版） (陸上競技)
- エスタディオ・ホセ・アマルフィターニ (ラグビー)

### ウルグアイ
- エスタディオ・センテナリオ (サッカー)
- エスタディオ・チャルーア (ラグビー)

### エクアドル
- エスタディオ・オリンピコ・アタウアルパ (サッカー、陸上競技)

### コロンビア
- エスタディオ・メトロポリターノ・ロベルト・メレンデス (サッカー)

### チリ
- エスタディオ・ナシオナル・デ・チリ (サッカー)

### パラグアイ
- エスタディオ・デフェンソーレス・デル・チャコ (サッカー)

### ブラジル
- エスタジオ・ジョルナリスタ・マリオ・フィリョ (サッカー)

### ベネズエラ
- エスタディオ・ポリデポルティボ・デ・プエブロ・ヌエボ（英語版） (サッカー)

### ペルー
- エスタディオ・ナシオナル (サッカー)

### ボリビア
- エルナンド・シレス競技場 (サッカー)

## オセアニア

### アメリカ領サモア
- ベテランス・メモリアル・スタジアム（英語版） (サッカー)

### オーストラリア
- メルボルン・クリケット・グラウンド (サッカー、クリケット、オージーフットボール)
- スタジアム・オーストラリア (サッカー、ラグビー、ラグビーリーグ、オージーフットボール)

### キリバス
- バイリキ・ナショナル・スタジアム（英語版） (サッカー)

### クック諸島
- クック諸島ナショナルスタジアム（英語版） (サッカー)

### サモア
- サモア・ナショナル・スタジアム（英語版） (サッカー、陸上競技)

### ソロモン諸島
- ローソン・タマ・スタジアム (サッカー)

### タヒチ
- スタッド・パテール・テ・ホノ・ヌイ（英語版） (サッカー、陸上競技)

### ツバル
- ツバル・スポーツ・グラウンド（英語版） (サッカー、ラグビー)

### トンガ
- ロト＝トンガ・ソカ・センター（英語版） (サッカー、陸上競技)

### ニューカレドニア
- スタッド・ニュマ＝ダリ・マゼンタ（英語版） (サッカー、陸上競技)

### ニュージーランド
- イーデン・パーク (ラグビー、クリケット)
- ウエストパック・スタジアム (サッカー)

### バヌアツ
- ポートビラ・ムニシパル・スタジアム（英語版） (サッカー)

### パプアニューギニア
- サー・ジョン・ギース・スタジアム（英語版） (サッカー、陸上競技)
- サー・ヒューバート・マレー・スタジアム（英語版） (サッカー)

### フィジー
- ナショナルスタジアム (スバ)（英語版） (ラグビー)

## ヨーロッパ

### アイスランド
- ラウガルタルスヴェルル (サッカー)

### アイルランド
- ナショナルスタジアム (アイルランド)（英語版） (ボクシング)
- クローク・パーク (ゲーリック・ゲームズ)
- アビバ・スタジアム (サッカー、ラグビー)
- モートン・スタジアム（英語版） (陸上競技)

### アルバニア
- ケマル・スタファ・スタジアム (サッカー)

### アンドラ
- アンドラ・ラ・ベリャ・スタジアム（英語版） (サッカー)

### アルメニア
- ラズダン・スタジアム (サッカー)
- エレバン・リパブリカン・スタジアム (サッカー)

### イタリア
- スタディオ・フラミニオ (ラグビー)
- スタディオ・オリンピコ・ディ・ローマ (サッカー、陸上競技)

### イングランド(イギリス)
- ローズ・クリケット・グラウンド (クリケット)
- トゥイッケナム・スタジアム (ラグビー)
- ウェンブリー・スタジアム (サッカー)
- ロンドン・スタジアム (陸上競技)
- ナショナル・ホッケー・スタジアム (ホッケー)

### ウェールズ(イギリス)
- ミレニアム・スタジアム (サッカー、ラグビー)
- SWALECスタジアム（英語版） (クリケット)
- カーディフ・シティ・スタジアム (サッカー、ラグビー)

### ウクライナ
- オリンピスキ・スタジアム (サッカー、陸上競技)

### エストニア
- ア・ル・コック・アレーナ (サッカー)
- カドリオルグ・スタジアム（英語版） (陸上競技)
- サク・アリーナ (バスケットボール)

### オーストリア
- エルンスト・ハッペル・シュターディオン (サッカー)

### オランダ
- オリンピスフ・スタディオン (陸上競技)

### 北アイルランド(イギリス)
- ウィンザー・パーク (サッカー)

### キプロス
- GSPスタジアム (サッカー)

### ギリシャ
- アテネ・オリンピックスタジアム (サッカー、陸上競技)

### グリーンランド
- ヌーク・スタジアム (サッカー)

### クロアチア
- スタディオン・マクシミール (サッカー)

### ジョージア
- ボリス・パイチャーゼ・スタジアム (サッカー、ラグビー)

### スイス
- ザンクト・ヤコブ・パルク (サッカー)

### スウェーデン
- ロースンダ・スタディオン (サッカー, 2012年まで)
- フレンズ・アレーナ (サッカー, 2012年以降)
- ガムラ・ウッレヴィ (女子サッカー)
- エリクソン・グローブ (アイスホッケー)

### スコットランド(イギリス)
- ハムデン・パーク (サッカー)
- マレーフィールド・スタジアム (ラグビー)
- ザ・グレンジ・クラブ（英語版） (クリケット)

### スペイン
- エスタディオ・サンティアゴ・ベルナベウ (サッカー)

### チェコ
- ストラホフ・スタジアム（英語版） (ソコル祭典（スレット）)
- レトナ・スタジアム (サッカー)
- O2アリーナ (アイスホッケー)

### デンマーク
- パルケン・スタディオン (サッカー)

### ドイツ
- ベルリン・オリンピアシュタディオン (サッカー、陸上競技)

### トルコ
- アタテュルク・オリンピヤト・スタドゥ (サッカー、陸上競技)

### ノルウェー
- ウレヴォール・スタディオン (サッカー)
- ビスレット・スタディオン (陸上競技)

### ハンガリー
- プシュカーシュ・フェレンツ・シュタディオン (サッカー)

### フィンランド
- ヘルシンキ・オリンピックスタジアム (サッカー、陸上競技)
- ハートウォールアリーナ (アイスホッケー)

### フェロー諸島
- トースヴェリュール (サッカー)

### フランス
- スタッド・ド・フランス (サッカー、ラグビー、陸上競技)

### ブルガリア
- ヴァシル・レフスキ国立競技場 (サッカー、陸上競技)

### ベラルーシ
- ディナモ・スタジアム (サッカー)

### ポーランド
- スタディオン・シロンスク (サッカー)
- ワルシャワ国立競技場 (サッカー)
- ナロドヴ・スタディオン・ルグビー（英語版） (ラグビー)

### ボスニア・ヘルツェゴヴィナ
- ビリノ・ポリェ (サッカー)

### ポルトガル
- エスタディオ・ナシオナル (サッカー)
- エスタディオ・ウニヴェルシタリオ・デ・リシュボア（英語版） (ラグビー)

### マケドニア共和国
- ピリッポス2世アレナ (サッカー)

### マルタ
- タカリ・ナショナルスタジアム（英語版） (サッカー)

### モナコ
- スタッド・ルイ・ドゥ (サッカー、陸上競技)

### モルドバ
- ジンブル・スタジアム(サッカー)

### リトアニア
- シーメンス・アリーナ (バスケットボール)
- ダリウス・アンド・ギレナス・スタジアム（英語版） (サッカー)

### リヒテンシュタイン
- ラインパーク・シュタディオン (サッカー)

### ルーマニア
- スタディオヌル・ナツィオナル (サッカー)
- スタディオヌル・アルクル・デ・トリウンフ（英語版） (ラグビー)

### ルクセンブルク
- スタッド・ヨジー・バーテル〈旧国立競技場〉
- スタッド・ドゥ・ルクセンブルク（サッカー、ラグビー）

### ロシア
- ルジニキ・スタジアム (サッカー、陸上競技)